# Springville (Alabama)
Springville is een plaats (town) in de Amerikaanse staat Alabama, en valt bestuurlijk gezien onder St. Clair County.

## Demografie
Bij de volkstelling in 2000 werd het aantal inwoners vastgesteld op 2521.
In 2006 is het aantal inwoners door het United States Census Bureau geschat op 3313, een stijging van 792 (31,4%).

## Geografie
Volgens het United States Census Bureau beslaat de plaats een oppervlakte van
16,6 km², geheel bestaande uit land. Springville ligt op ongeveer 199 m boven zeeniveau.

## Plaatsen in de nabije omgeving
De onderstaande figuur toont de plaatsen in een straal van 16 km rond Springville.